# Pekka Montin
Pekka Montin, född 26 juli 1983 i Vasa, Österbotten, är en finländsk musiker. Sedan 2020 sjunger och spelar han keyboard i viking metal/folk metal-bandet Ensiferum.

## Diskografi

### Studioalbum (med Ensiferum)
- Thalassic (2020)
- Winter Storm (2024)